# Velšský pony

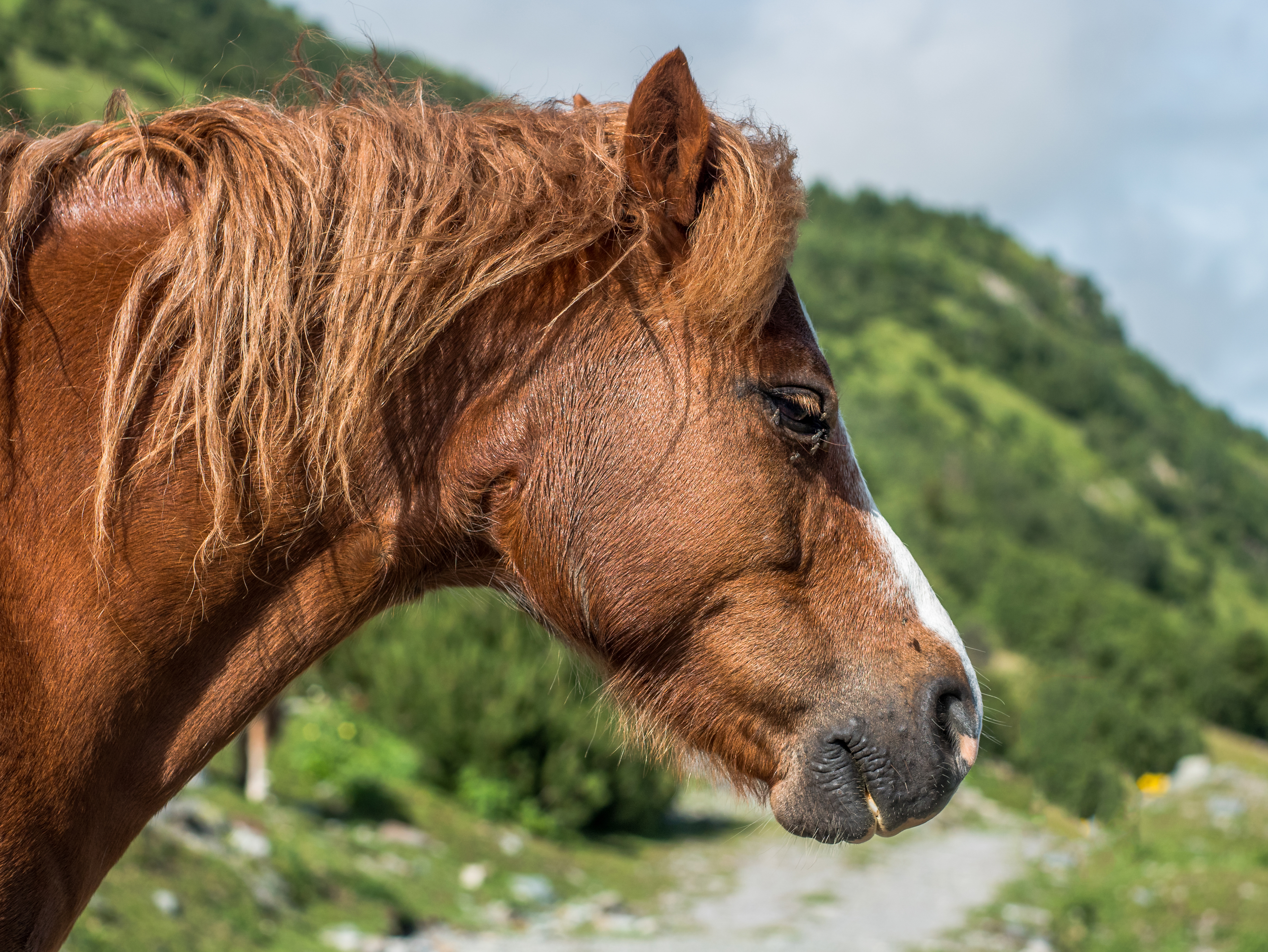
Velšský pony

Velšský pony je označení pro skupinu čtyř blízce příbuzných plemen koně pocházejících z Walesu.

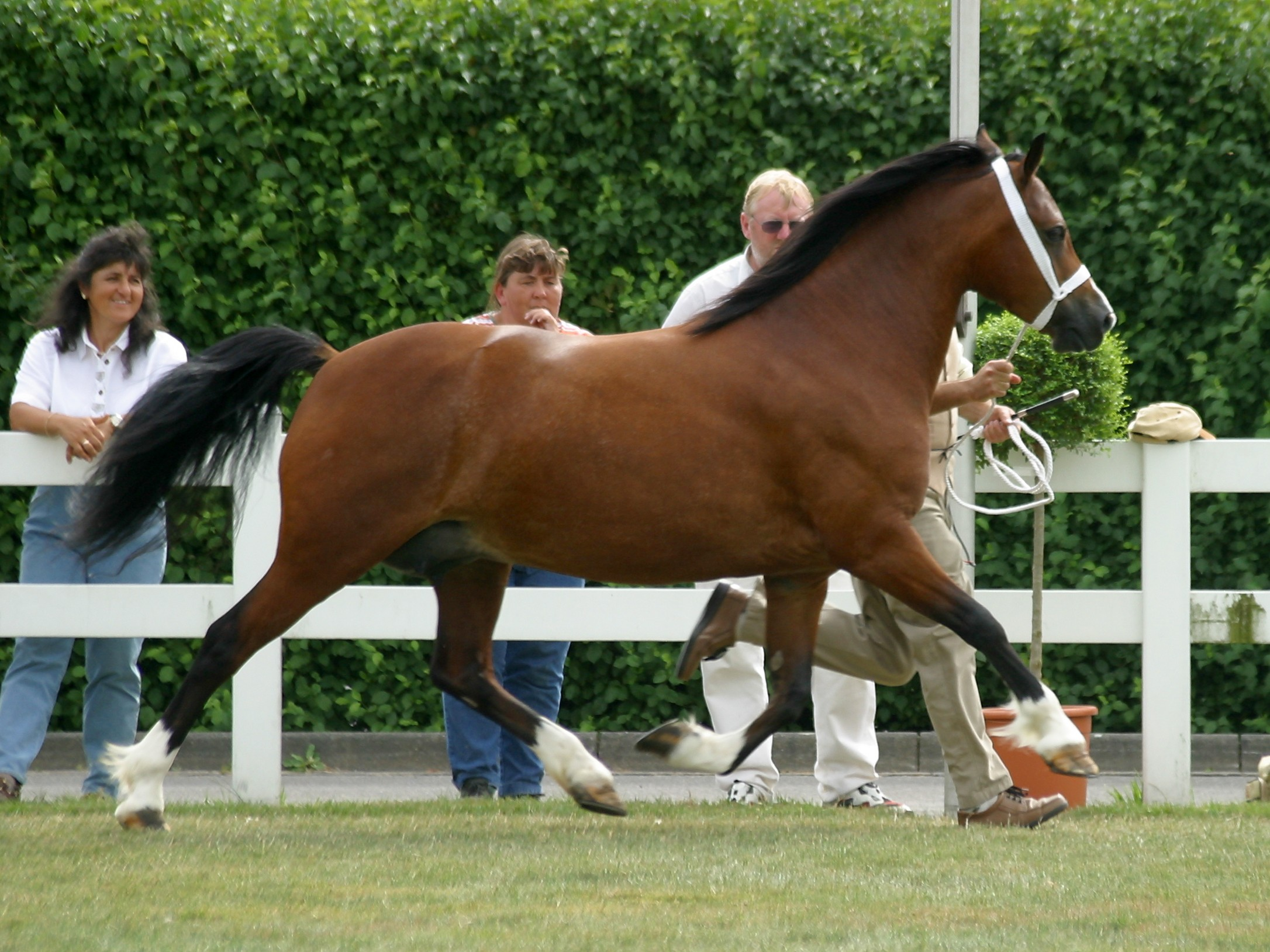
Velšský pony v typu kob (sekce C)

## Původ a historie plemene
Původním domovem velšských poníků jsou kopce a údolí Walesu, kde bývají tvrdé zimy a chudá vegetace. Tyto podmínky během staletí vytvořily tvrdá a odolná zvířata, která byla schopná přežít. Později byly poníci ohroženi například ediktem Jindřicha VII., který přikazoval zabít všechny koně nižší než 15 pěstí (cca 150cm), protože bylo potřeba snížit stavy a malí koně nebyli vhodní pro armádu. Poníci přežili jen díky tomu, že se pohybovali v nedostupných horách. Šlechtění Velšského ponyho začalo v 18. století a plemenná kniha byla založena roku 1902. Nyní se poníci rozdělují na 4 sekce, především podle výšky.
| sekce | křížení | česky                   | anglicky               |
| ----- | --- | ----------------------- | ---------------------- |
| A     | A x A = A | Velšský horský pony     | Welsh Mountain Pony    |
| B     | A x B = B B x B = B | Velšský pony            | Welsh pony             |
| C     | A x C = C B x C = C C x C = C D x C = C (pouze nižší než 137cm, jinak patří do sekce D) A x D = C (pouze nižší než 137cm, jinak patří do sekce D) B x D = C (pouze nižší než 137cm, jinak patří do sekce D) | Velšský pony v typu kob | Welsh Pony of Cob Type |
| D     | A x D = D (pouze vyšší než 137cm, jinak patří do sekce C) B x D = D (pouze vyšší než 137cm, jinak patří do sekce C) C x D = D (pouze vyšší než 137cm, jinak patří do sekce C) D x D = D                     | Velšský kob             | Welsh Cob              |

## Velšský horský pony (sekce A)
=Welsh Mountain Pony
Výška (KVH): do 122cm
Poníci mají malou dobře nasazenou hlavu s arabskými rysy, velké smělé doširoka posazené oči, malé a bystré uši a výrazné nozdry. Krk je dlouhý a dobře nesený, u hřebců se sklonem k mohutnému hřebenu. Plece jsou dlouhé a kohoutek jemný, nohy směřují kolmo k zemi a mají silné předloktí, kopyto je tvrdé a chodidlo kulaté. Poníci mají mít hluboký hrudník a dobře klenutá žebra. Ocas je dobře nasazený a živě nesený. Pohyb je energický a vpředu dlouhý, zadní nohy dopadají energicky pod tělo. Poníci jsou často šedí, ale mohou mít kteroukoliv barvu kromě strakaté nebo skvrnité.
Dříve byly používáni jako soumaři, nebo pracovali v dolech. Dnes jsou především prvotřídními poníky pro děti hlavně díky jejich vynikající povaze. Jsou talentovaní jak pod sedlem tak v zápřahu.
Poníka lze zapsat do sekce A pouze pokud jsou oba jeho rodiče zapsáni jako pony sekce A.

## Velšský pony (sekce B)
=Welsh Pony
Výška (KVH): do 137cm
Standardy pro sekci B jsou velmi podobné jako pro sekci A. Toto plemeno totiž vznikalo především křížením poníků sekce A s těžšími koňmi, známými jako sekce C. Nesou v sobě převážně krev arabského koně, anglického plnokrevníka a hackneye. Některá zvířata jsou kritizována, že jsou příliš jemná.
Poníci jsou velmi přitažliví a vynikají dobrými přirozenými skokovými schopnostmi. Mají také výborný smysl pro rovnováhu a rytmus. Jsou vhodní pro děti, práci v tahu i na všestranné ježdění. Stejně jako poníci sekce A mohou mít všechny barvy kromě strakaté a skvrnité.

## Velšský pony v typu kob (sekce C)
=Welsh Pony of Cob Type
Výška (KVH): do 137cm
Zvířata jsou podobná poníkům sekce A, ale mají mohutnější tělesný rámec a podobají se kobovi. Plemeno vzniklo pravděpodobně křížením poníků sekce A s koňmi, které do Walesu dovezli Římané, a později s norfolským klusákem. Ačkoliv jsou poníci mohutnější, musí mít jemnou hlavu, klabonos je nežádoucí. Nohy, hřbet i záda jsou svalnatá, na nohách jsou povoleny hedvábné rousy (nikoliv hrubé a drátovité chlupy). Pohyb je volný, korektní a energický. Poníci mají především vynikající monumentální klus. Zbarvení je stejné jako u předchozích sekcí.

## Velšský kob (sekce D)
=Welsh Cob
Výška (KVH): více než 137cm
Koně jsou velmi podobní sekci C. Mají mít co nejvíce hmoty, ale přitom si zachovávat poníkovský výraz, hrubá hlava a klabonos jsou nežádoucí. Na nohou jsou povoleny hedvábné rousy, pohyb je monumentální, výrazná je především akce v klusu. Koně nesmí být strakatí nebo skvrnití.